# 교향곡 6번 (본 윌리엄스)

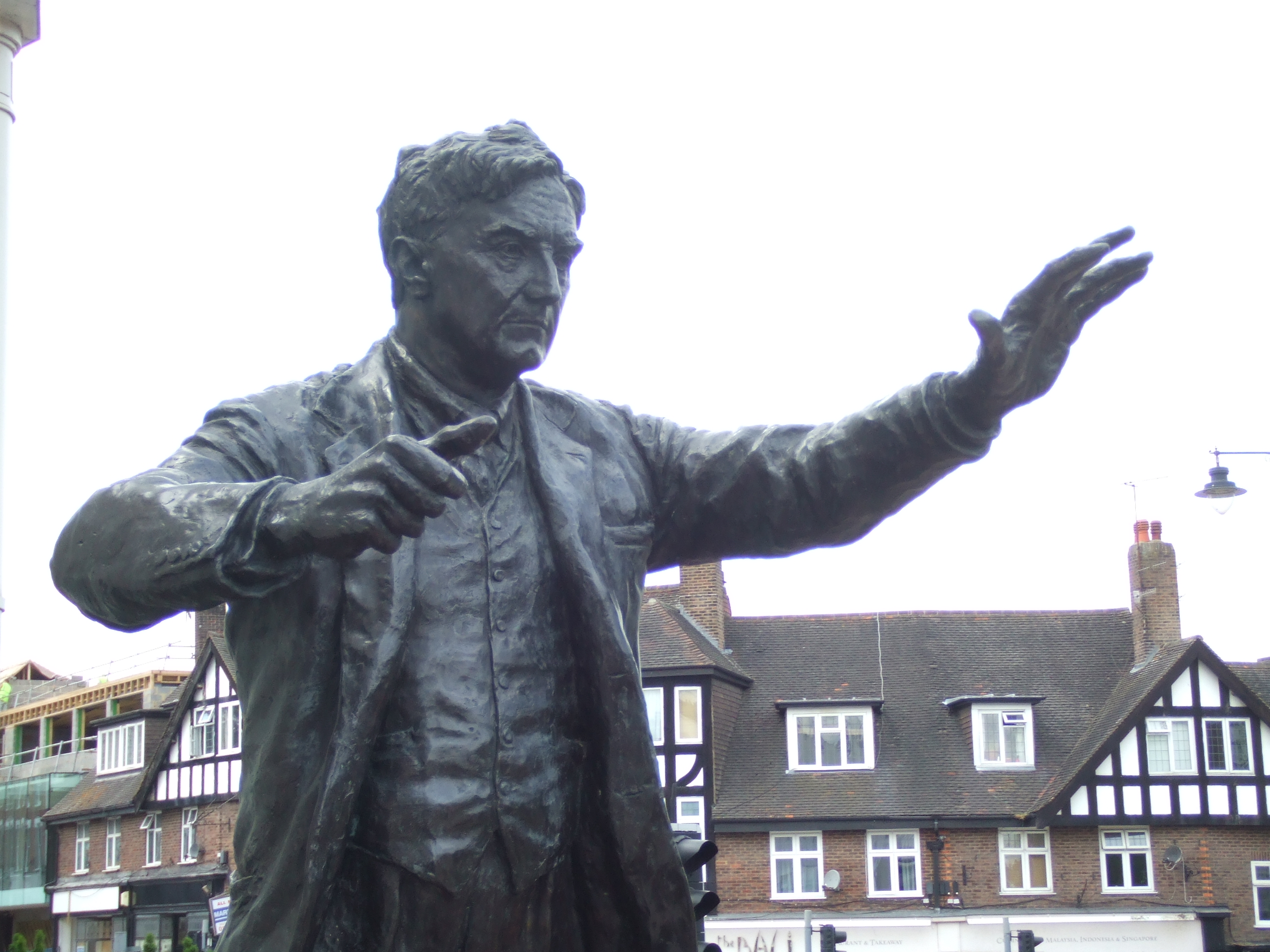
본 윌리엄스의 동상

《교향곡 6번 마단조》(Symphony No.6 in E minor’)는 본 윌리엄스가 1944년부터 1947년까지 작곡한 교향곡이다. 작곡자가 완성 직전에 75세 생일을 맞는다. 처음 3악장의 불협화음이 팽팽하고 격렬한 성격 때문에 전쟁 교향곡으로도 평가받았다.

## 작곡, 해설
1943년, 유럽은 제2차 세계대전의 소용돌이 속에 휩싸여 있었으며, 런던은 독일군의 공습을 받고 있었다. 어러한 참담한 상황 하에서도 본 윌리엄스는 교향곡 5번을 완성하여 초연을 보았고, 이듬해인 1944년에 70이 넘은 교령에도 불구하고 이 교향곡 6번의 작곡에 착수했다. 1948년 4월 21일 런던의 로열 앨버트 홀에서 로열 필하모닉 협회의 주최로 BBC 교향악단에 의해 개최된 이 작품의 초연에 부쳐 작곡가 본 윌리엄스는 다음과 같은 해설을 쓰고 있다.
“이 교향곡은 1944년경에 쓰기 시작하여 1947년에 완성을 보았다. 악기편성은 색소폰을 포함한 대관현악이다. 알레그로, 모데라토, 스케르초, 에필로그의 4악장으로 구성되는데, 각 악장은 쉬지 않고 계속하여 연주된다.”
그의 해설에서도 언급되듯이 이 작품은 1947년 11월, 그러니까 75세를 넘긴 노령의 작곡가가 완성시킨 대작이다. 그의 〈교향곡 3번 '남극'〉을 탄생시켯던 글로스터셔 주의 코츠볼드라는 시골의 목가적 풍경에 돌러싸인 아담한 산장에 은거한 본 윌리엄스는, 거의 귀가 들리지 않은 노령임에도 불구하고 매일 아침 8시부터 창작을 시작하는 다년간의 습관을 어기지 않고 꾸준한 노력에 의해 이 대작을 완성했다. 제2차 세계대전의 가장 암담한 시대에 작곡된 〈교향곡 5번〉이 발표되었을 때, 작곡가는 어떤 애국적인 수사법에 의거하지 않고, 최고의 선함에 대한 확고한 신념에서 연원하는 위안과 희망을 고난의 시대에 살고 있는 이 세상 사람들에게 주고 싶다고 생각하여 이 교향곡 5번을 썼다고 말했다. 그 후 인간의 이성에 대한 신뢰가 양차 대전으로 말미암아 희미해지고 있을 무렵, 노작곡가는 이 교향곡 6번을 완성하여 다시 한 번 세상 사람들에게 희망의 횃불을 들어 보인 셈이다. 
사실 이 교향곡의 중후한 복조성으로 되어 있는 첫 3악장은 선율이 풍부하면서도 불협화음이 청각을 강하게 자극하여 분명히 전쟁과 전후의 격동 및 혼란의 시대 정신을 반영하고 있는 것이다. 말하자면, 작곡가가 비인간적인 모든 것에의 분노를 폭발시켜 그 모든 추암함에 도전하고 있는 듯한 양상을 보인다. 그러나 이 교향곡이 가지는 가장 큰 특징은 '에필로그'라는 부제를 달고 있는 피날레 악장이다. 이 '에필로그'는 전악장의 1/3을 점유하는 것으로 처음부터 끝까지 피아니시모(pp)로 연주되는 유려한 악장으로서, 고금의 모든 교향곡을 통틀어 이 에필로그만큼 극적 효과를 갖는 마침을 창출한 작품도 드물다. 아마도 본 윌리엄스는 이 죠용하고 고요한 피날레를 통해 전쟁 후의 평화를 암시하는 것이 아니라 밤의 적막이 다시 고요히 다가오듯 냉정하고 무생적인 절대적 침묵을 묘사하는 듯하다. 이렇듯 이 작품은 20세기의 염세적 세계관을 반영한 것으로 보아도 좋겟으나, 또한 이러한 냉소주의가 생기있는 아름다운 음악 속에서 표현된다는 점에 본 윌리엄스느의 원숙미가 돋보이는 것 같다. 그는 자기의 예술에 대해 겅의 냉정하리만치 충실했으며, 그러면서도 틀에 얽메이는 구속을 싫어하여 자유롭고 정직했던 작곡가이다. 이러한 본 윌리엄스를 잘 알고 있는 영국의 비평가들은 이 작품의 초연에 즈음하여 모두가 그의 원숙함을 칭송했으며, 일반 청중들 역시 따뜻한 공감대를 이 작품 속에서 발견할 수 있었다. 이 작품은 영국뿐 아니라 외국에서도 널리 연주되어 찬양과 비판을 한꺼번에 받았다. 이 작품에 대해 비난하는 목소리로는 이 작품이 가지는 진지함과 박력한 부인할 수 없으나, 몇몇 약점이 있으며 독창성이 모차라고 그 소재 또한 본 윌리엄스의 가장휼륭한 것은 아니라는 점 등이다. 본 윌리엄스의 음악에 익숙치 못한 청중들에게는 그보다는 오히려 시벨리우스를 느끼게하는 요소를 발견할 것이다. 이것은 그의 창작 방향이 거의 영국 특유의 것이며, 그의 민족주의 정신이 지극히 순화되어 민요적 요소까지도 추상적으로 처리되어 오히려 영국 국민 이외의 사람들에게는 이해할 수 없는, 다른 작곡가들에서 흔히 볼 수 없는 내면적, 명상적인 아름다움에 눈을 뜬 청중이라면, 이 작품의 진가를 충분히 인정하지 않을 수 없을 것이다.
본 윌리엄스는 교향곡 제5번의 고요한 마무리를 잇는 이 교향곡의 시작 부분에서 음악적 어조에 많은 변화를 주었다. 놀라울 정도로 맹렬한 도입부에서는 단3도에 부딪히는 장3도 음정들의 부조화가 정열적으로 표출된다. 느린 악장에 등장하는 무시무시한 느낌의 끈질기고 괴이한 음악 소재는 ‘태어나기 위해 베들레헴으로 몸을 굽히는’이란 부정한 탈선을 넌지시 비춘 W. B. 예이츠의 시 「재림」을 암시한다. 악장 전체를 사로잡고 있는 3음 소재는 끊이지 않는 작은북 소리에 의해 정복당하고 닐센과 쇼스타코비치의 음악에 등장하는 악몽을 떠올리게 한다. 그러나 여기에 쓰인 음악적 아이디어는 이미 그 자리를 잡은 윌리엄스만의 음악적 목소리를 꼬아 놓은 것이다. 스케르초에도 이렇게 비틀어 놓은 듯한 음악 소재들이 등장한다. 통제력을 잃은 듯해 보이는 것은 모두 계획된 것으로, 악마적인 음정들과 반음계적 형태의 아이디어들이 악장 전체를 넘나든다. 본 윌리엄스는 절망적이고 어두운 결론을 암시하는 짧고 부정적 느낌의 에필로그에서 이런 비뚤어진 음악적 개념을 다시금 탐구한다.
투쟁적이고 냉소와 섬뜩함이 교차하는 각 악장들은 제2차 세계대전과 전후의 혼란을 반영한다고 할 수 있다. 그러나 전곡의 3분의 1을 차지하는 4악장은 대조적으로 시종 피아니스트로 완만하게 연주된다. 이는 평화의 암시가 아니라 밤의 정적, 차갑고 생명 없는 세계의 침묵 같은 성격과도 초연 당시부터 평을 받아왔다. 다만 본 윌리엄스는 이 곡과 전쟁의 연관성을 강하게 부인하고 있어 절대 음악으로 이해해 달라고 말했다.
초연은 1948년 4월 21일 런던 로열 알버트 홀 로열 필하모닉 협회 주최 연주회에서 아드리안 볼트 경 지휘, BBC 교향악단에 의해 진행되었다.

## 연주시간
- 약 35분

## 악기편성
플루트3(3번은 피콜로 겸함), 오보에2, 잉글리시 호른, 클라리넷2, 색소폰, 베이스 클라리넷, 바순2, 콘트라바순, 호른4, 트럼펫3, 트롬본3, 튜바, 팀파니, 큰북, 작은북, 트라이앵글, 심벌즈, 실로폰, 하프2, 현5부
(색소폰과 베이스 클라리넷은 겸해도 좋으나 이 두 악기를 생략해서는 안 된다.)

## 구성

### 제1악장
Allegro (빠르게) 마단조 4/4박자. 먼저 F단조 조성이 나타나지만 곧바로 주조성인 E단조가 확립된다. 즉 F단조 Ab화음이 이명동음인 G#음으로 바뀌어 반마디 후에는 G#음으로 반음 하행함으로써 E단조 조성을 만들어 낸다. 이 모티브가 다양한 조성 속에서도 굽히지 않고 발전하다가 이어서 쉼표에 의해 중단된 2개의 화음이 나타나 악곡 첫머리의 마디들을 반복할 것을 강력히 요구한다, 그러나 이번에는 곡이 F단조로 머물러 진행된다. 이어서 현과 목관이 이곡의 첫머리 악상에 의해 압도되고는, 금관이 이 악장에서 중요한 역할을 하는 악구를 제시한다. 저음 악기들이 거의 소란스러울 정도의 16분음표들을 연주하는 동안, 고음 악기들이 C단조 계통의 새로운 조성에 의한 새로운 선율을 만들어 낸다. 이 선율이 저음 악기로 욺겨가면 이번에는 고음 악기가 시끄러운 음형을 연주한다. 이것이 으뜸음에 의한 페달 포인트로 되돌아와서 다양한 악기들이 악곡의 첫머리에서처럼 서로 악구들을 주고 받으면서 나아기 제1부를 마친다. 제2부분은 12/8박자의 리듬에 의해 시작되어 트럼펫, 플루트, 클라리넷이 크로스 리믐에 의한 선율을 연주한다. 이 선율이 상당히 깊게 지속되며, 그 사이에 이따금씩 나타나는 금관의 패시지를 동반하여 지속해 나가면, 여기에서 새로운 선율이 만들어진다. 이 서정적 선율은 칸타빌레의 지시를 가지고 있으며 바이올린과 목관에 의해 연주된다.

### 제2악장
Moderato (보통으로 빠르게) 2악장은 1악장으로부터 끊기지 않고 유도된다. 주요주제는 4/4박자로 '스트레토' 림듬과 크로스 리듬으로 이루어진 리듬에 따르고 있다. 주제는 처음에 금관이 힘차게 화려하게 연주하고 이어서 목관에 옮겨진 다음 현악기에 의해 여리게 연주된다. 각각 반복되는 동안 현악을 위한 유니즌의 패시지가 있다. 각각 되풀이되는 동안에 현악을 위한 유니즌의 반복이 있다. 여리게 흐르는 현악이 끝나기도 전에 첫머리 주제에서 차용한 악보의 음렬이 트럼펫에 의해 끼어든다. 트럼펫은 거의 들리지 않을 정도로 약하게 시작되어 악보의 가락을 다루고 이것이 클라이맥스에 이르면 음악이 사라진다. 잉글리시 호른이 앞서 유니즌으로 연주된 악보의 단편도 연주하면 곧바로 3악장으로 이어진다.

### 제3악장
Scherzo. Allegro vivace (스케르초. 매우 빠르게) 2/4박자. 작곡가는 "이 악장은 그 구성상에서가 아니라, 텍스추어상으로 보아 푸가로 설명하는 것이 더욱 알기 쉬울 것이다"라고 말하고 있다. 그러나 전통적인 푸가와는 달리 주제가 서두에 제시되지는 않는다. 다양한 악기들이 각기 특색 있는 선율들을 암시한 연후에 결국 하나의 선율이 제시된다. 이 선율에 대해 주로 고음 악기들이 보다 섬세한 음형으로 이루어진 작은 선율을 제시하여 앞서의 선율과 결합된다. 그 후 색소폰이 3/4박자와 2/4박자를 교대로 변박자하는 푸가에서의 에피소드에 해당하는 선율을 연주하면 전체 관현악이 이것을 반복한다. 이 에피소드가 끝나면 목관은 푸가 주제를 역행으로 연주하려 시도하고, 이에 반해 금관은 직접 재현을 시도하여 이 2가지의 경향이 잠시 동시에 진행된다. 작곡가는 이에 대해 "이 두 부분이 멋지게 진행되는 것은 작곡자뿐 아니라 모두에게 즐거운 느낌을 갖게 한다. 그래서 에피소드의 선율이 매우 힘차게, 다음에는 느릿하게 되돌아올 때까지 점차 흥분을 되하여 계속하는 수 밖에 달리 방법이 없다."고 말하고 있다. 그 후 다시 주제가 도치된 형태로 여리게 나타난 다음 베이스 클라리넷에 의해 4악장으로 이어진다*

### 제4악장
Epilogue Finale. Moderato (에필로그 피날레. 보통으로 빠르게) 4/4박자, 작곡가는 "이 악장을 분석하여 설명하기는 지극히 어렵다. 전악장은 시종일관 부드럽게 연주되도록 지시되어 있다."고 말한다. 곡은 전체적으로 대위법적 텍스추어를 사용하여 잛은 주제가 갑작스럽게 나타난다. 이 주제의 대위법적 발전이 이루어진 후, 호른이 오히려 화성적이라고 말할 수 있는 짤막한 에피소드를 연주한다. 이어서 오보에가 주제 혹은 앞서의 에피소드와는 독립적은 독자적인 선율을 연주하고, 악장의 끝부분에 가서는 Eb장조와 E단조가 현악에 의해 교차되지만 결국 E단조로 굳어져 극히 고요하게 전악장이 마무리된다.

## 참고 문헌
- 《교향곡》 음악도서, 삼호출판사(명곡해설편찬위원회: 김방헌, 김정덕, 민경찬, 전지호)